# Молодший радник юстиції

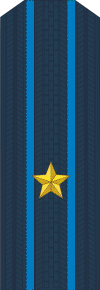
Погон молодшого радника юстиції України

Молодший радник юстиції — класний чин в органах прокуратури України та органів юстиції. Присутній також у деяких державах які утворилися після розпаду СРСР у 1991 році (наприклад у Російській Федерації).

## Історія
У СРСР класний чин радника юстиції з'являється згідно з указом Президії ВС СРСР від 16.09.1943 року «О встановленні класних чинів для прокурорсько-слідчих органів прокуратори». 
У прокуратурі встановлений постановою Верховної Ради України від 6 листопада 1991 року № 1795-XII «Про затвердження Положення про класні чини працівників органів прокуратури України».
У арбітражних судах  встановлений постановою Верховної Ради України від 22 листопада 1991 року № 1852-XII «Про затвердження Положення про кваліфікаційну атестацію та кваліфікаційні категорії арбітрів і класні чини спеціалістів арбітражних судів України».

## Посада
Згідно з Постановами, класний чин молодшого радника  юстиції відповідає посадам:
- Прокуратура:
  - помічники   прокурорів, прокурори управлінь, відділів прокуратур Кримської АРСР, областей, м. Києва, транспортних, природоохоронних та прирівняних до них прокуратур;
  - заступники прокурорів міст  другої та третьої груп, районів та прирівняних до них прокуратур;
  - старші помічники прокурорів, старші слідчі, слідчі прокуратур міст, районів та прирівняних до них прокуратур;
  - викладачі учбового центру Генеральної прокуратури України.
- Арбітражний суд:
  - заступники начальників управлінь, начальники відділів, заступники начальників відділів, помічники арбітражних судів.

## Знаки розрізнення

### Історичні знаки розрізнення молодшого радника юстиції СРСР
Знаками розрізнення молодших радників юстиції прокуратури СРСР з 1943 року були шестикутні погони з двома просвітами, на кожному з погонів розміщувалися по одній п'ятипроменевій зірочці. На погонах співробітників прокуратури (як і інших цивільних відомств) зірочки розташовувалися вздовж погону. Погони молодших радників юстиції нагадували погони армійського майора. Між ґудзиком у верхній частині погона та зірочкою розташовувалася металева золочена емблема. Розмір погонів дорівнював 14(16)х4 см. Вздовж погона розміщувалася світло-зелена облямівка завширшки 0,3 см.
У 1954 році, погони для прокуратури було скасовано, а знаки розрізнення чинів переходять на оксамитові петлиці з золотою облямівкою завширшки 3 мм. Радник юстиції мав петлиці з двома просвітами та з однією п'ятипроменевою зірочкою. Розмір петлиць дорівнював 100 (95 у скошеній частині)х33 мм, розмір зірочки дорівнював 15 мм. У верхній частині петлиці розміщувалася емблема.

### Знаки розрізнення молодшого радника юстиції України
У прокуратурі України, позначення чинів знову взяли на себе погони. Молодший радник юстиції має погони подібні до майору України (до 2016 року). На погоні з двома блакитними просвітами розташовується одна п'ятипроменева зірочка. На сорочці погони шестикутної форми з емблемою та ґудзиком у верхній частині погону, на мундирі використовуються нашивні погони п'ятикутної форми